# オイゲン・ヨッフム

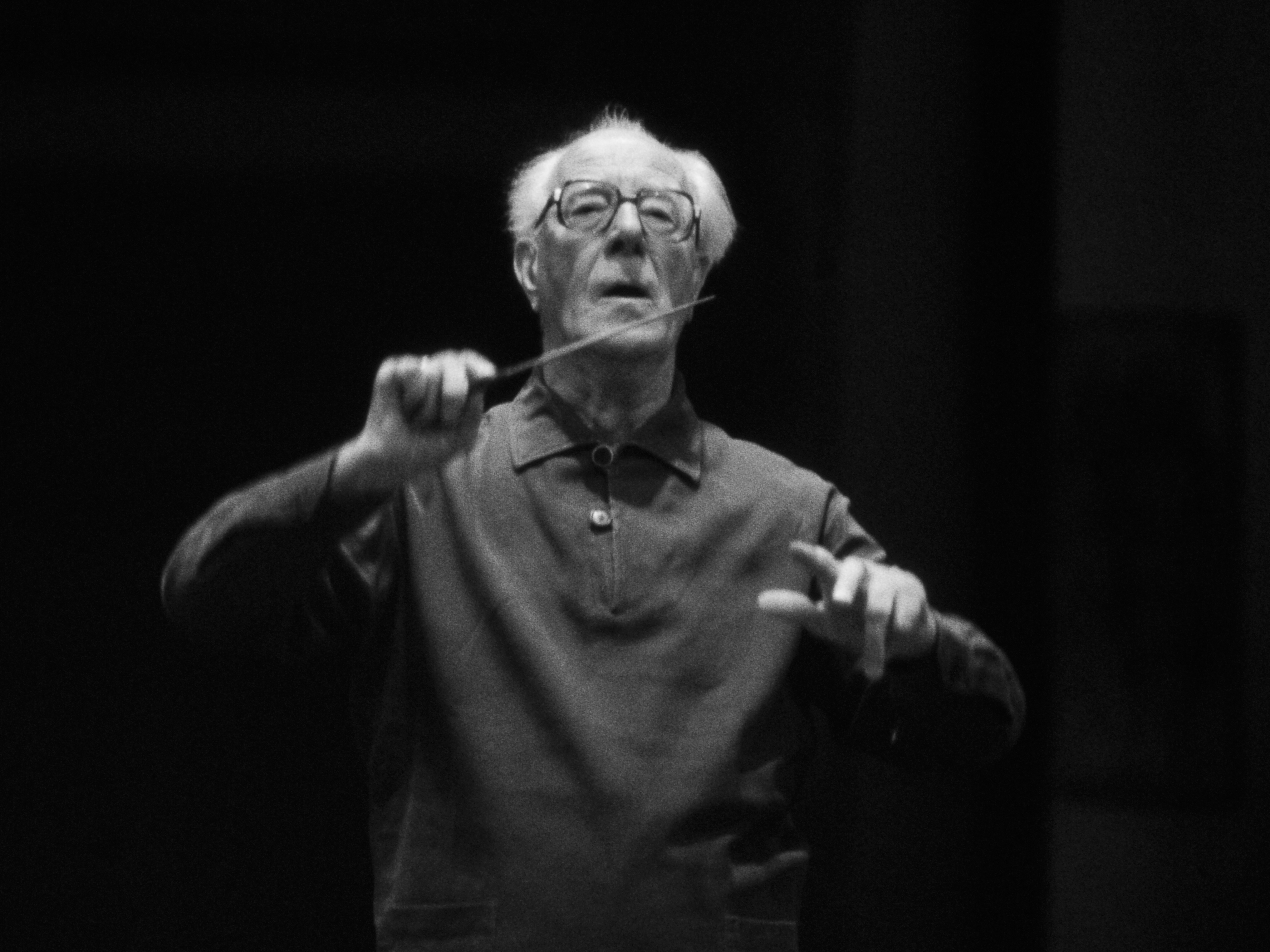
オイゲン・ヨッフム（1981年）

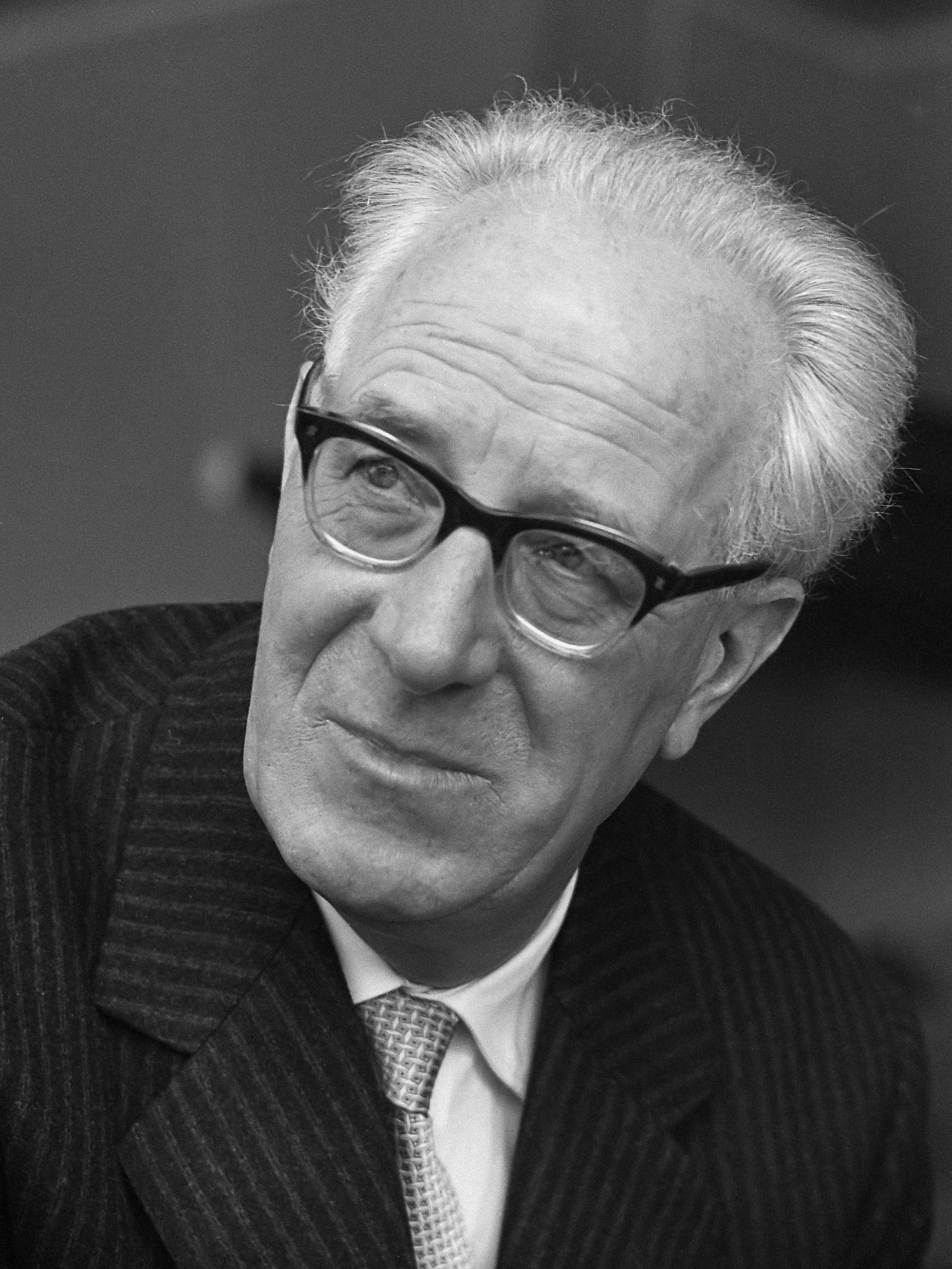
オイゲン・ヨッフム（1961年）

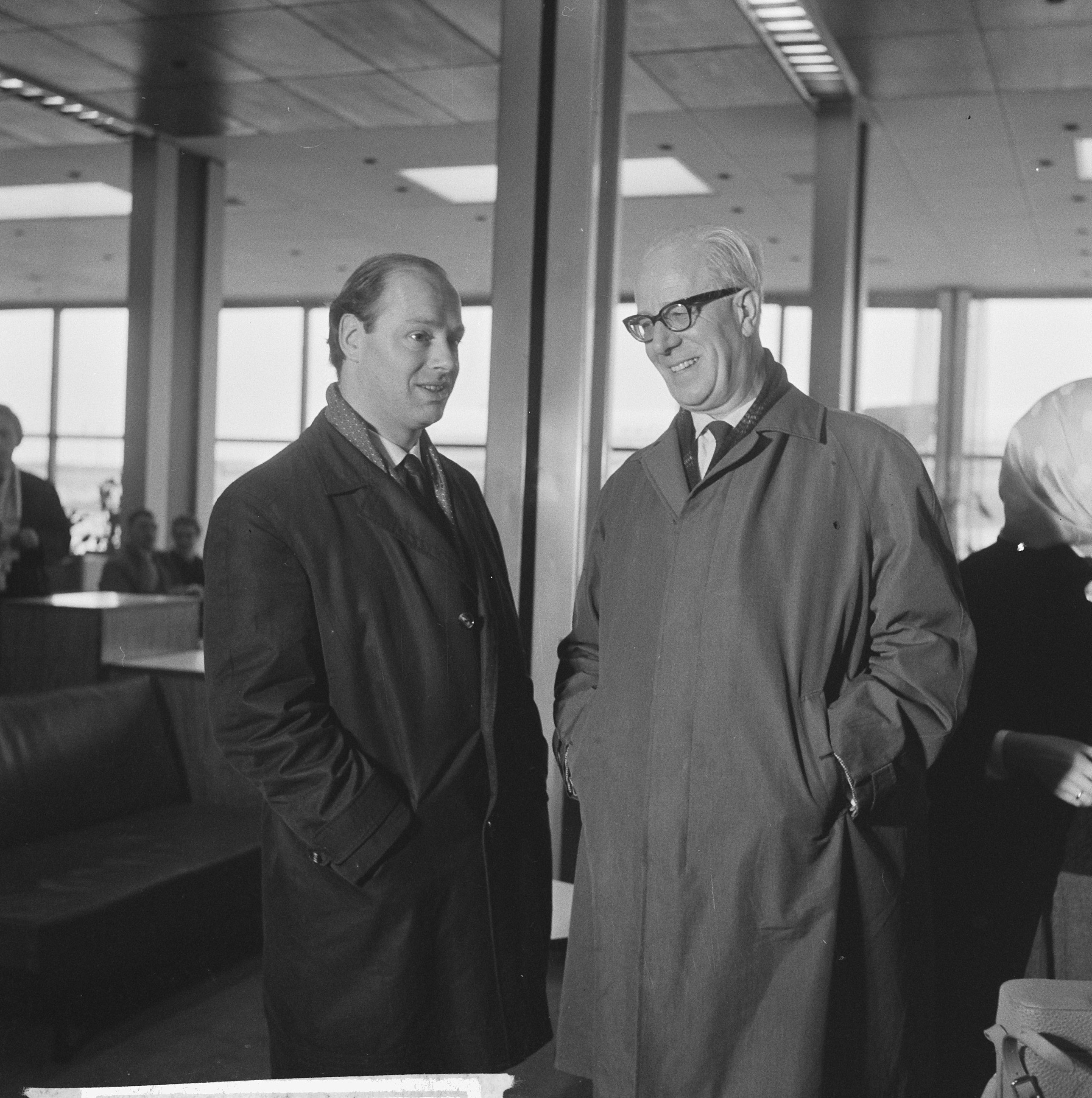
ベルナルト・ハイテインクと（1962年）

オイゲン・ヨッフム（Eugen Jochumドイツ語: [ˈɔʏ̯ɡeːn ˈjɔxʊm]、1902年11月1日 - 1987年3月26日）は、ドイツの指揮者。NHKで演奏が紹介される際には、オイゲン・ヨーフムと表記されていた。

## 人物・来歴

### 生い立ち
1902年、ドイツ帝国、バイエルン王国アウクスブルク近郊のバーベンハウゼン（現在のバイエルン州・シュヴァーベン行政管区）で、ローマ・カトリックの家庭に生まれる。
父親は、オルガニスト及び指揮者であった。ヨッフムはアウクスブルクでピアノとオルガンを学び、1914年から1922年まで同地の音楽学校に通った。その後、ミュンヘン音楽大学でヘルマン・フォン・ヴァルタースハウゼンに作曲を学ぶが、途中で専攻を指揮へと変更し、ジークムント・フォン・ハウゼッガーに師事する。ハウゼッガーは、アントン・ブルックナーの交響曲第9番原典版の初演及び初録音を手がけた人物である。
1987年、ミュンヘン郊外 トゥッツィングで死去。84歳没。

### 年譜
- 1926年　ミュンヘン・フィルハーモニー管弦楽団を指揮してデビュー
- 1927-1929年　キール歌劇場音楽監督
- 1929-1930年　マンハイム国立歌劇場音楽総監督
- 1930-1932年　デュースブルク市音楽総監督(デュースブルク・フィルハーモニー管弦楽団音楽監督)
- 1932-1934年　ベルリン放送交響楽団首席指揮者
- 1934-1949年　ハンブルク州立歌劇場音楽総監督（ハンブルク・フィルハーモニー管弦楽団常任指揮者と兼任）
- 1949-1960年　バイエルン放送交響楽団首席指揮者
- 1961-1964年　アムステルダム・コンセルトヘボウ管弦楽団首席指揮者（ベルナルト・ハイティンクと共同）
- 1968-1971年　バンベルク交響楽団芸術顧問
- 1971-1973年　バンベルク交響楽団首席指揮者
- 1977年　ロンドン交響楽団桂冠指揮者

### 家族・親族
弟のゲオルク・ルートヴィヒ・ヨッフムも指揮者であり、娘のヴェロニカはピアニストである。

## レパートリー
バッハからオルフまでのドイツ・オーストリア音楽を得意としており、特にブルックナーの権威（ノヴァーク版を使用）で、国際ブルックナー協会の会長もつとめた。ブルックナー交響曲全集を2度完成したほか（ただし第0番は両方とも含まれていない）、ミサ曲全曲などの宗教曲集の録音もある。最晩年の1986年にはかつて首席指揮者を務めていたアムステルダム・コンセルトヘボウ管弦楽団を指揮して、交響曲第5番で自身のブルックナー演奏の総決算とも言える演奏を遺している。また、今や第一級の人気曲であるカール・オルフの『カルミナ・ブラーナ』の名録音を残し、この曲の魅力を天下に知らしめたのもヨッフムの大きな功績である。ベートーヴェンやブラームスの交響曲全集、ハイドンのロンドン交響曲集などの録音も高く評価されている。しかし、同時代のドイツ語圏の指揮者であるカラヤンやベームに比べると生前の人気はふるわなかった。
レコード会社としてはドイツ・グラモフォンとEMIに多くの録音を残したほか、アムステルダム・コンセルトヘボウ管弦楽団（現 ロイヤル・コンセルトヘボウ管弦楽団）との録音などがフィリップスに、最晩年のバンベルク交響楽団とのモーツァルトやリヒャルト・シュトラウスの録音がRCAに行われた。ドイツ・グラモフォンには上記の1回目のブルックナー交響曲全集、ブルックナー宗教曲集、『カルミナ・ブラーナ』、ロンドン交響曲集のほか、ワーグナーの『ニュルンベルクのマイスタージンガー』、モーツァルトの『レクイエム』などの録音がある。エルガーの『エニグマ変奏曲』、マーラーの『大地の歌』の録音も存在する。EMIには2回目のブルックナー交響曲全集、ベートーヴェン及びブラームスの交響曲全集を録音している。

## 業績
バイエルン放送交響楽団の初代の首席指揮者であり、この楽団がドイツ有数のオーケストラになるのに大きく貢献した。
1961年にアムステルダム・コンセルトヘボウ管弦楽団（現 ロイヤル・コンセルトヘボウ管弦楽団）の首席指揮者に就任したのは、前任者エドゥアルト・ファン・ベイヌムが1959年に急逝、後任としてまだ30代前半だったベルナルト・ハイティンクが就任した（当時、同楽団の首席指揮者にはオランダ人を任ずるという不文律があった）ことから、経験の浅いハイティンクを補佐するために依頼されたことによる。このポストにオランダ人以外が就いたのはヨッフムが初めてである。
1968年にバンベルク交響楽団の首席指揮者ヨーゼフ・カイルベルトが急死したときには、芸術顧問に就任して急場を救っている。
バイロイト音楽祭にもたびたび出演。晩年にはそれまで冷遇されていたウィーン・フィルハーモニー管弦楽団も指揮するようになった（本人は「ウィーン・フィルを手なずけるのに時間が掛かりすぎた」と述懐している）。ウィーン・フィルによるカール・ベームの追悼公演はヨッフムが指揮している。
1960年、東京交響楽団の招聘により初来日。以来数年おきにたびたび来日し、最後の来日は死の半年前の1986年9月、アムステルダム・コンセルトヘボウ管弦楽団とであった（この時の演奏の一部はCD、DVDで聴くことが出来る）。